# Peter Lieberzeit
Peter Lieberzeit (* 1973 in Bremen) ist ein österreichischer Chemiker.

## Leben
Er wuchs in Vorarlberg auf. Von 1997 bis 2007 war er Universitätsassistent am Institut für Analytische Chemie der Universität Wien. Nach der Habilitation 2007 für Analytische Chemie in Wien lehrte dort er von 2007 bis 2011 als außerordentlicher Universitätsprofessor. Von März 2008 bis September 2012 war er stellvertretender Studienprogrammleiter Chemie, 2012–2014 Studienprogrammleiter und Vizedekan für Lehre der Fakultät für Chemie. 2010–2014 wirkte er als stellvertretender Studienprogrammleiter der SPL Doktoratsstudium der Naturwissenschaften und Technischen Wissenschaften, verantwortlich für die Fächer Chemie und Sportwissenschaften an der Universität Wien. Seit Oktober 2014 ist er Studienpräses an der Universität Wien.
Im Mai 2011 wurde er zum Instructor an der Graduate School der Faculty of Science an der Kasetsart-Universität. Seit Oktober 2011 ist er Professor (gemäß § 99 Abs. 3 UG 2002) für Analytische Chemie am Institut für Analytische Chemie (bis 01/2016) bzw. Institut für Physikalische Chemie (seit 02/2016) der Universität Wien.
Seine Forschungsschwerpunkte sind Entwicklung hochselektiver Sensormaterialien für die massensensitive, optische und kapazitive Sensorik, molekular geprägte Polymere für die Anwendung in einem breiten Analytspektrum, Affinitäts-Nanopartikel, Molekülspektrometrie und Oberflächenanalytik mittels FTIR, Sensorarrays für Multikomponentenanalytik und Messungen in Realmatrizes.
2011 erhielt er den Fritz-Feigl-Preis der Österreichischen Gesellschaft für Analytische Chemie (ASAC).
2018 organisierte er das „17th International Meeting on Chemical Sensors – IMCS2018“ in Wien und ist seither der Vorsitzende des „International Steering Committee“ dieser Konferenzserie. Zudem ist er Mitherausgeber der Zeitschrift Sensors and Actuators B: Chemical.